# Emanuel Kutschera
Emanuel Kutschera, nověji psán též Kučera (21. března 1799 Litoměřice - 16. května 1851 Praha) byl český litograf, majitel litografického ústavu v Praze.

## Život
Narodil se v Litoměřicích v rodině malíře Františka Josefa Kutschery, pokřtěn byl Emanuel Benedikt Vincenc. Do roku 1823 se učil kreslit na pražské a na vídeňské akademii. Poté pracoval v litoměřické dílně Karla Viléma Medaua.
Dne 9. září 1834 se v Litoměřicích oženil s Annou Magdalenou Heinischovou (1797–1864). Manželství bylo bezdětné. V letech 1834–1840 vedl dílnu Petra Schönfelda v Žatci.
V roce 1840 získal koncesi a založil v Praze vlastní litografickou dílnu, nejprve v č. 52 na Malé Straně, později v č. 840 na dnešním Václavském náměstí.

## Dílo
Emanuel Kutschera byl autorem vedut i rytcem vedut podle kreseb jiných autorů (např. Viléma Kandlera).

## Galerie

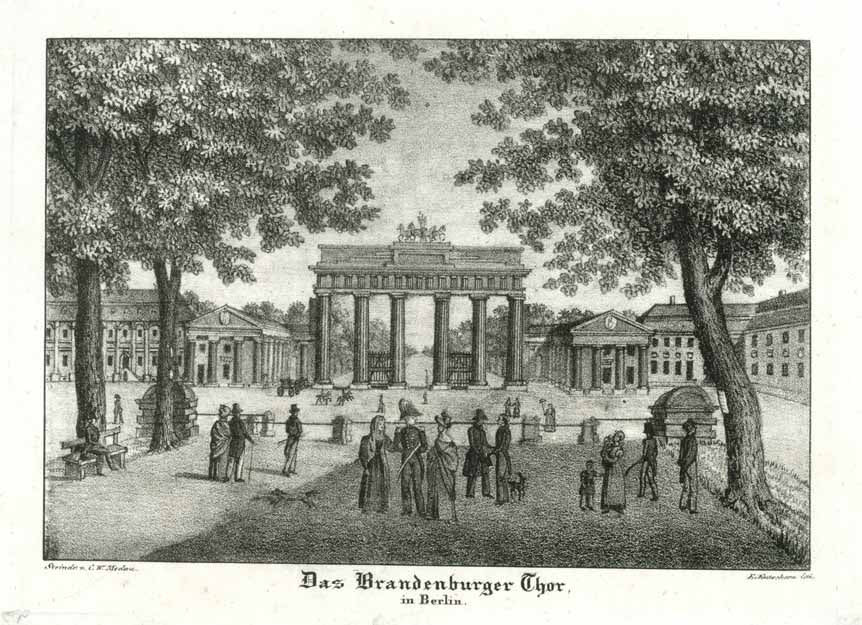
Emanuel Kutschera: Brandenburská brána (1835, tisk K. V. Medau)
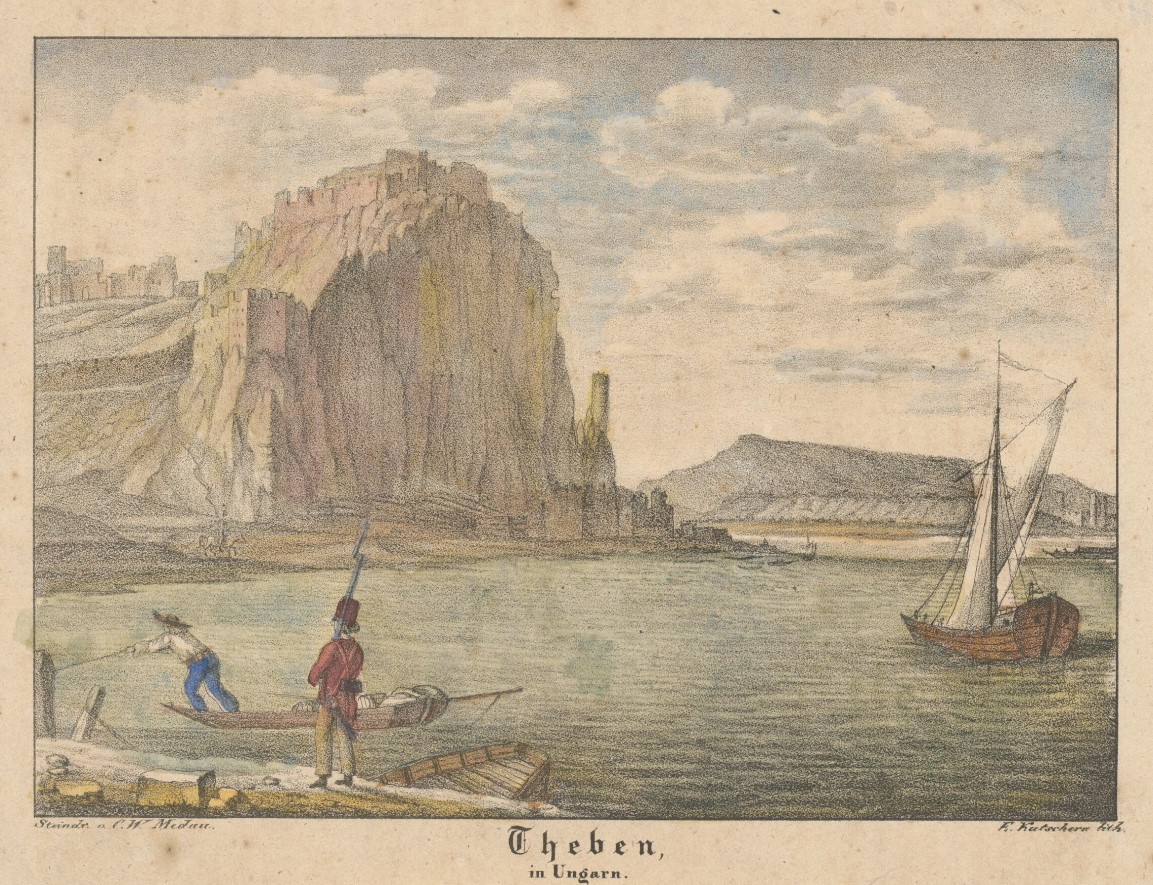
Emanuel Kutschera: Hrad Děvín (tisk K. V. Medau)